# Ni hoy ni mañana
Ni hoy ni mañana, es el nombre del primer álbum de estudio del cantante de música regional mexicana, Gerardo Ortíz. El álbum fue lanzado el 10 de junio de 2010 por DEL Records.

## Lista de canciones
| N.º | Título                                       | Duración |  |
| 1.  | «Los Duros de Colombia (Corrido)»            | 3:00     |  |
| 2.  | «Ni Hoy Ni Mañana (Corrido)»                 | 3:29     |  |
| 3.  | «En Preparación (Corrido)»                   | 3:07     |  |
| 4.  | «A La Moda (Corrido)»                        | 2:06     |  |
| 5.  | «Lider Del Genocidio (Corrido)»              | 2:38     |  |
| 6.  | «La Última Sombra (Corrido)»                 | 3:57     |  |
| 7.  | «Hola Corazón (Ranchera)»                    | 3:01     |  |
| 8.  | «La Ley Del MP (Corrido)»                    | 2:49     |  |
| 9.  | «Empleado De La Mafia (Corrido)»             | 2:56     |  |
| 10. | «El Trokero Lokochon (Corrido)»              | 3:34     |  |
| 11. | «El Equipo Del Mayo (Corrido)»               | 2:23     |  |
| 12. | «100 Vidas Ántrax (Corrido)»                 | 2:51     |  |
| 13. | «El Viejito (Corrido)»                       | 2:12     |  |
| 14. | «Manuel Ponce (Corrido)»                     | 2:26     |  |
| 15. | «El Estudiante (Corrido)»                    | 2:53     |  |
| 16. | «Hasta Que Te Bese (Versión Banda) (Balada)» | 3:20     |  |
| 17. | «Travesuras De Amor (Ranchera)»              | 2:37     |  |
| 18. | «Me Emocionas (Versión Banda) (Ranchera)»    | 2:49     |  |